# Флора Израиля

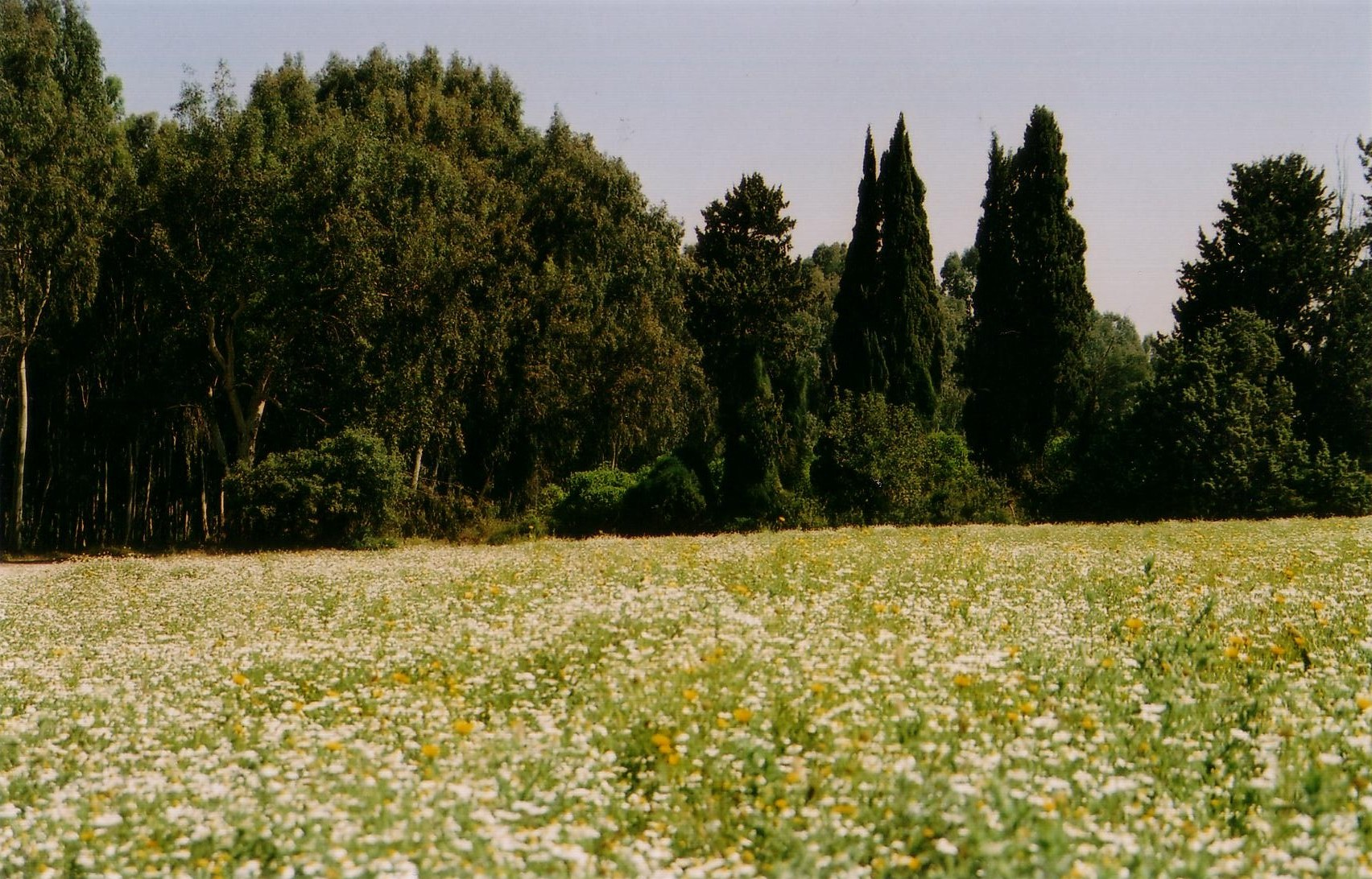
Национальный парк Шарон

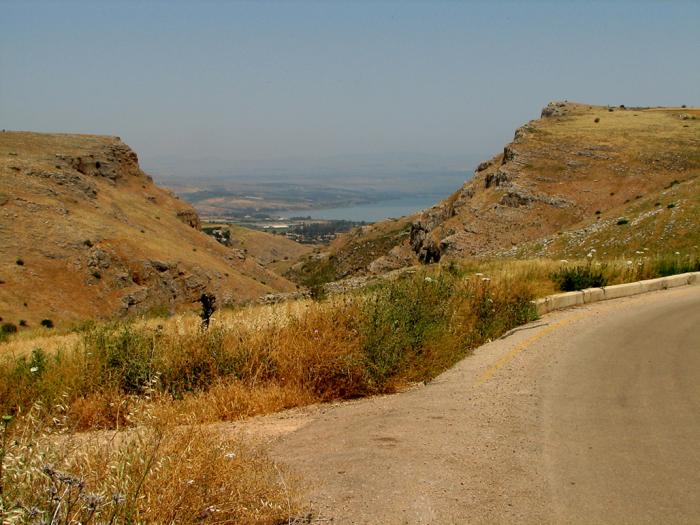
Национальный парк Гора Арбель

В Израиле сходятся границы трёх растительных поясов: средиземноморского, ирано-туранского и сахаро-синдского пояса. В стране насчитывается примерно 2600 видов растений (250 — эндемичные) из 700 родов, входящих в 115 семейств. В стране создано около 160 заповедников и заказников. По состоянию на июль 2007 года в Израиле был 41 национальный парк.
В 1948 году в стране насчитывалось всего около 4,5 млн деревьев, в конце 1990-х годов — более 200 млн. 70 % современных израильских лесов посажены в XX и XXI веках. Лесные участки встречаются в Галилее, Самарии, на Иудейских холмах и на горной гряде Кармель. По плану, принятому в 1995 году, площадь лесонасаждений планируется довести до 1650 км2.
60 % территории Израиля — пустыня, из остальных 40 % больше половины — каменистая почва холмов и горных районов.
В 1963 году в Израиле были созданы Управление заповедников и Управление национальных парков, которые в 1998 году были объединены в Управление природы и парков Израиля. Управление природы и парков Израиля предпринимает организованные усилия по сохранению природных ландшафтов совместно с Израильским обществом охраны природы.
В лесах и рощах Верхней Галилеи и гор Кармель растёт европейская маслина, фисташковое дерево, фисташка атлантическая, боярышник, мастиковое и рожковое деревья, сосна алеппская, таворский дуб, стиракс лекарственный, встречается также калипринский дуб.
Наиболее распространенные деревья: кипарис, олива, дуб, рожковое дерево, сикомора, инжир, лавр, мирт, гранат.
В лесопосадках чаще всего сажают алеппскую сосну, акацию и эвкалипт камальдульский, в то время как для озеленения населённых пунктов используют кипарис, казуарину, фикус сикомор, тамариск, олеандр и фисташку.
Недостаток водных ресурсов, ненадлежащее состояние пожарной охраны и поджоги, совершаемые арабами, привели к ряду пожаров в заповедниках на территории Израиля. Крупнейшим из которых стал пожар в декабре 2010 года, повлёкший человеческие жертвы и полностью уничтоживший заповедник «Хай Бар» и национальный парк «Кармель». Всего в результате лесного пожара на горе Кармель пострадали 40 тысяч дунамов (40 квадратных километров) леса, погибли более 4 миллионов деревьев.

## Ядовитые растения Израиля
В тропической и субтропической зоне к которой принадлежит и Израиль произрастают ряд ядовитых растений. Некоторые из них:
- Олеандр обыкновенный (Nerium oleander L.) Распространён по всей территории Израиля. Используется как декоративное растение. Ядовито полностью всё растение, но наиболее ядовиты плоды. Опасны и его сухие листья и ветки. Попавший в глаза сок олеандра способен вызвать слепоту.
- Теветия перуанская, или жёлтый олеандр (Thevetia peruviana). Плоды, содержат очень ядовитую косточку.
- Клещевина (Ricinus communis L.). Растёт на всей территории Израиля, обычно вдоль дорог, возле источников воды и на пустырях. Ядовито всё растение, но самыми ядовитыми являются семена они содержат рицин — сильнодействующий яд.
- Лантана шиповатая (Lantana camara). Кустарник с ядовитыми плодами и листьями. При полном созревании яд распадается и плоды становятся съедобными, но проверять, насколько они созрели, крайне нежелательно.
- Дуранта ползучая (Duranta erecta (Duranta repens)). Это растение обладает ядовитыми ягодами (в ягодах концентрируется яд — сапонин) и листьями.
- Метельник прутьевидный (Spartium junceum). Кустарник, цветёт с марта по июнь. Пыльца метельника очень аллергична, семена и любые другие части растения ядовиты.
- Бругмансия ароматная (Brugmansia suaveolens). Бругмансия ароматная — кустарник. Особенно ядовиты семена и листья.
- Мелия персидская (Melia azedarach). Мелия персидская, или, как её ещё называют, персидская серень, является ядовитым растением. Её кору применяют как рвотное и слабительное, а листья кладут в шкафы от моли и опрыскивают их настоем другие растения от вредителей.
- Плюмерия (Plumeria). Млечный сок этого кустарника ядовит.
- Колоцинт, или горькое яблоко (Citrullus colocynthis). Ядовиты многие части растения.
- Бешеный огурец. Растение, которое «плюётся» своими семенами на расстояние до 6 метров. Ядовито, хотя и широко применяется в народной и традиционной медицине, при этом очень важно соблюдать дозировку. Слизь может попасть в глаза и вызвать раздражение.
- Калотропис высокий, или содомское яблоко. Контакты с растением могут вызвать поражения глаз, кожи, расстройства желудочно-кишечного тракта.